# Giuseppe Liberali (Komponist)
Giuseppe Liberali (* vor 1806 in Fermo; † nach 1858) war ein italienischer Kapellmeister und Komponist, der in der ersten Hälfte des 19. Jahrhunderts wirkte.

## Leben
Giuseppe Liberali studierte in Neapel bei Fedele Fenaroli. 1806 arbeitete er als Kapellmeister der Kirche San Tommaso in Ortona, wo er 1815 eine Anstellung auf Lebenszeit erhielt. 1824 wurde jedoch bereits ein Nachfolger ernannt. Liberali wirkte seitdem als Kapellmeister in Chieti. Er komponierte vorwiegend Oratorien. Am 29. Oktober 1835 führte er in der Kirche S. Domenico in Chieti anlässlich des Todes von Vincenzo Bellini seine zu diesem Anlass komponierte Trauermesse auf. Des Weiteren dirigierte er Opern im Real Teatro S. Ferdinando in Chieti. Nachweisbar sind Aufführungen von Bellinis Beatrice di Tenda (1843) und Saverio Mercadantes Il bravo (1846).
Sein Sohn Ladislao Liberali übernahm von 1848 bis 1850 die Kapellmeisterstelle in Ortona, ebenso sein Neffe oder Enkel Giuseppe Liberali ab 1855.
Zu seinen Schülern zählte der Opernkomponist Giuseppe Persiani (1827–1899).

## Werke
Die folgenden Werke sind, wenn nicht anders angegeben, im Katalog des italienischen Bibliotheksverbunds SBN aufgeführt:
Vokalwerke
Sofern nicht anders angegeben, wurden alle diese Werke in Chieti aufgeführt.
- Messa Breve a tre voci d-Moll, coro maschile, 1808 (Ortona), RISM ID: 852037274.
- Messa Breve C-Dur (Ortona), RISM ID: 852037275.
- Messa Breve a tre voci D-Dur (Ortona), RISM ID: 852037270.
- Litania Breve F-Dur (Ortona), RISM ID: 852037273.
- Tantum ergo in G-Dur (Ortona), RISM ID: 852037271.
- Tantum ergo in B-Dur (Ortona), RISM ID: 852037276.
- Credo Breve d-Moll, coro maschile, RISM ID: 852037278.
- Quia vidisti me Thoma credidisti in B-Dur (Ortona), RISM ID: 852037269.
- Salve illustrator fidei in D-Dur (Ortona), RISM ID: 852037277.
- Beniamino, „dramma sacro per musica“; April 1820[6]
- Giuseppe riconosciuto, „azione sacra“; Libretto: Pietro Metastasio; 2. September 1821, Chiesa di Sant’Agostino; auch 1833 aufgeführt[7][8]
- Il sacrificio di Ifigenia, componimento drammatico da cantarsi, 10.–13. Mai 1822[9]
- Assuero, „azione sacra“; 10. Mai 1824[10]
- Micol, „azione sacra“, 16. Mai 1825
- L’ultimo giorno della dimora degli ebrei in Babilonia, „cantata-oratorio per la sollennità di s. Giustino“; 11. März 1826[11][8]
- Il Convito di Baldassarre, „dramma per musica“; 9.–12. Mai 1830,[12] im Bibliothekskatalog des SBN mit der Jahresangabe 1837 geführt
- Il Trionfo di Giaele, „azione sacra“; 14. Januar 1831; auch 1837 und 1838 aufgeführt[8]
- La ribellione filiale, „oratorio sacro“; 11. Mai 1832[13]
- Cantata in musica per l’arrivo in Chieti di sua maestà la regina Isabella augusta genitrice di s. m. Ferdinando 2. re del Regno delle Due Sicilie; 1834
- La guida de’ naviganti, „melodramma per la straordinaria festa di s. Tommaso apostolo“; Libretto: Stefano Serrari;  1834[13]
- Mose in Egitto, „azione sacra“; 8. September 1834
- Le nozze di Rachele con Giacobbe, „dramma per musica“; 11. Mai 1834
- Ifigenia, „melodramma sacro in occasione della festivita di Maria Vergine Assunta in cielo“; 5. August 1836, Caramanico
- Alla santa memoria di Gesu Cristo nostro redentore; Libretto: Francesco Paolo Margiotti; 1838
- Erodiade, „azione sacra“; Libretto: Cesare De Horatiis; 10.–12. Mai 1838; auch 1840 und 1842 aufgeführt[14][15]
- Rut, „azione sacra“; Libretto: Francesco Paolo Margiotti; 6.–8. Oktober 1838
- Il trionfo della religione, „azione sacra“; 2.–4. Oktober 1841[16][8]
- Gli israeliti in Gelboe, „azione sacra“; Libretto: Francesco Vicoli; 22.–25. September 1842; auch 1845 aufgeführt[8]
- La schiavitu di sedecia, „cantata oratorio“; 3. Oktober 1842
- Il martirio di S. Pietro, „dramma“; 8. Mai 1843[17]
- La punizione di Assalonne, „oratorio sacro“; 10.–12. Mai 1843[13]
- La vittoria di Costantino, „cantata oratoria“; Libretto: Francesco Vicoli; 10.–12. Mai 1844; auch 1848 und 1864 aufgeführt[8]
- Per la solenne festività del glorioso S. Giustino Vescovo e Protettore della città di Chieti; Libretto: Francesco Vicoli; 9.–13. Mai 1846[8]
- Inno da cantarsi nella festività di Maria SS. del Rosario che si solenizza in Chieti; Libretto: Francesco Vicoli; 2.–4. Oktober 1847[8]
- Per la festivita di S. Giustino protettore della citta di Chieti; Libretto: Francesco Vicoli; 10.–12. Mai 1849; auch 1861, 1863 und 1872 aufgeführt[8]
- Inno sacro da cantarsi nella festivita di S. Giustino vescovo e protettore di Chieti, Hymne; 9.–12. Mai 1850; auch 1852, 1859 und 1871 aufgeführt
- Per la festività della Immacolata Concezione, cantata, 8. Dezember 1851[13]
- Atalia, „azione sacra in due parti“; Libretto: Gian Vincenzo Pellicciotti; 12. Mai 1854; auch 1855 und 1860 aufgeführt[18]
- Cantata per la festivita della vergine SS; Libretto: Francesco Vicoli; Herbst 1855
- Gedeone, „azione sacra“; Libretto: Francesco Vicoli; 10.–12. Mai 1856[19][8]
- I primi esuli, „melodramma sacro“; 9.–13. Mai 1857; auch 1862 aufgeführt.
- Quia vidisti me Thoma credidisti in C-Dur, 1858 (Ortona), RISM ID: 852037272.
- Saul, „azione sacra“; Libretto: Francesco Vicoli; 10.–13. Mai 1858[8]

Klavierwerke
Im Bibliothekskatalog des SBN sind unter dem Namen Giuseppe Liberali auch mehrere in Mailand publizierte Klavierwerke verzeichnet. Deren Autorschaft ist jedoch unsicher, da es zeitgleich mehrere Komponisten dieses Namens gab. Möglicherweise stammen sie von Iosif Liveralis, der auch unter der italienischen Namensform Giuseppe Liberali bekannt war.